# Villeneuve-Minervois
Villeneuve-Minervois (tiếng Occitan Vilanòva de Menerbés) (là một xã của Pháp, nằm ở tỉnh Aude trong vùng Occitanie. Người dân địa phương trong tiếng Pháp gọi là Villenovois.

## Hành chính
| Danh sách các xã trưởng                |           |              |      |         |
| Giai đoạn                              | Giai đoạn | Tên          | Đảng | Tư cách |
| tháng 3 năm 2001                       | 2014      | Alain Ginies |      |         |
| Tất cả các dữ liệu trước đây không rõ. |           |              |      |         |

## Thông tin nhân khẩu
| 1962                                         | 1968 | 1975 | 1982 | 1990 | 1999 |
| -------------------------------------------- | ---- | ---- | ---- | ---- | ---- |
| 788                                          | 1039 | 976  | 808  | 842  | 824  |
| Số liệu từ năm 1968: Dân số không tính trùng |      |      |      |      |      |